# Issoria eugenia
Issoria eugenia är en fjärilsart som beskrevs av Eduard Friedrich Eversmann 1847. Issoria eugenia ingår i släktet Issoria och familjen praktfjärilar. Inga underarter finns listade i Catalogue of Life.